# سفارت جمهوری چک در اتاوا
سفارت جمهوری چک در اتاوا (به انگلیسی: Embassy of the Czech Republic) یک سفارت در کانادا است که در اتاوا واقع شده‌است.